# Sergej Loban
Sergej Loban (russisk: Серге́й Вита́льевич Лоба́н) (født 3. september 1972 i Moskva i Sovjetunionen) er en russisk filminstruktør.

## Filmografi
- Pyl (Пыль, 2005)[2][3]